# Newfoundland and Labrador Route 433
Newfoundland and Labrador Route 433, afgekort Route 433 of NL-433, is een 38 km lange tertiaire provinciale weg van de Canadese provincie Newfoundland en Labrador. De weg, ook wel Englee Road of Cloud Drive genoemd, bevindt zich in het oosten van het Great Northern Peninsula, in het uiterste noorden van het eiland Newfoundland. 
Route 433 verbindt enkele afgelegen kustplaatsen met Route 432, die zowel noordwaarts als westwaarts aansluiting vindt met Route 430 – de verkeersader van het schiereiland.

## Traject
Route 433 begint in een afgelegen gebied op 19 km ten noorden van het centrum van Roddickton als aftakking van Route 432.
Na 4 km passeert Route 433 de afslag richting de ondergrondse zalmenpoel. Nog eens 11 km verder zuidwaarts – net voor het kustdorp Roddickton te bereiken – geeft Route 434 uit op de weg. Deze baan leidt oostwaarts naar het afgelegen vissersdorp Conche. 
Na doorheen het centrum van Roddickton te gaan, leidt de baan nog 19 km verder zuidwaarts tot aan haar eindpunt bij de haven van het vissersdorpje Englee. Het overgrote deel van dat traject ligt langsheen de oostkust van Bide Arm, een diep ingesneden zee-inham. Tussen beide plaatsen ligt slechts één ander dorp: het gelijknamige Bide Arm. Dat ligt zo'n 700 meter ten westen van Route 433 en is bereikbaar via Bide Arm Road (Route 433-10). De drie aangedane dorpen tellen tezamen 1.526 inwoners (2016).